# Cerro Cabeza
Cerro Cabeza är en ort i Mexiko.   Den ligger i kommunen Santiago Juxtlahuaca och delstaten Oaxaca, i den sydöstra delen av landet, 280 km söder om huvudstaden Mexico City. Cerro Cabeza ligger 1 470 meter över havet och antalet invånare är 368.
Terrängen runt Cerro Cabeza är kuperad österut, men västerut är den bergig. Runt Cerro Cabeza är det ganska glesbefolkat, med 31 invånare per kvadratkilometer. Närmaste större samhälle är Putla Villa de Guerrero, 15,5 km sydost om Cerro Cabeza. I omgivningarna runt Cerro Cabeza växer huvudsakligen savannskog.